# Scolopostethus affinis
Scolopostethus affinis ist eine Wanze aus der Familie der Rhyparochromidae.

## Merkmale
Die Wanzen werden 3,1 bis 4,0 Millimeter lang. Die Arten der Gattung Scolopostethus sind schwer bestimmbar. Sie haben auf der Unterseite der Schenkel (Femora) der Vorderbeine einen großen und mehrere kleine Dornen. Außerdem tragen sie auf der Mitte des Seitenrandes des Pronotums einen großen blassen Fleck. Scolopostethus affinis kann anhand der kurzen Flügelmembrane, die drei Mal breiter als lang ist und den Merkmalen ihrer Fühler bestimmt werden. Deren zwei ersten Glieder sind blass, das dritte und vierte sind dunkel, wobei das dritte Glied basal meist auch blass ist. Es treten gelegentlich auch voll geflügelte (makroptere) Individuen auf, bei denen dann das Pronotum schmaler als sonst ist.

## Verbreitung und Lebensraum
Die Art ist in Europa vom nördlichen Mittelmeerraum bis in den Süden Skandinaviens und den Britischen Inseln verbreitet. Im Osten reicht die Verbreitung bis nach Westsibirien und über Kleinasien in die Kaspische Region. Sie ist in Mitteleuropa überall häufig. Man findet die Art an nährstoffreichen Orten ohne Präferenz für Bodenfeuchtigkeit, sowohl an sonnigen, als auch an schattigen Orten.

## Lebensweise
Die Tiere saugen sowohl an am Boden liegenden Samen, als auch an unreifen Samen verschiedener krautiger Pflanzen. Nur selten saugen sie auch an Gehölzen. Vor allem findet man sie an Brennnesseln (Urtica). Die Entwicklung verläuft bei den einzelnen Individuen unterschiedlich. In der Regel findet man das ganze Jahr über Imagines, Nymphen findet man hauptsächlich im Sommer, aber auch beim Überwintern. In günstigen Jahren ist es möglich, dass eine teilweise oder vollständige zweite Generation ausgebildet wird. Die Eiablage erfolgt im Mai und Juni. Die Tiere überwintern in der Bodenstreu und unter Totholz oder loser Rinde. Es ist möglich, dass die Tiere bei Überflutungen in Auwäldern über große Distanzen vom Wasser verfrachtet werden.

## Belege